# 萊特卡鄉

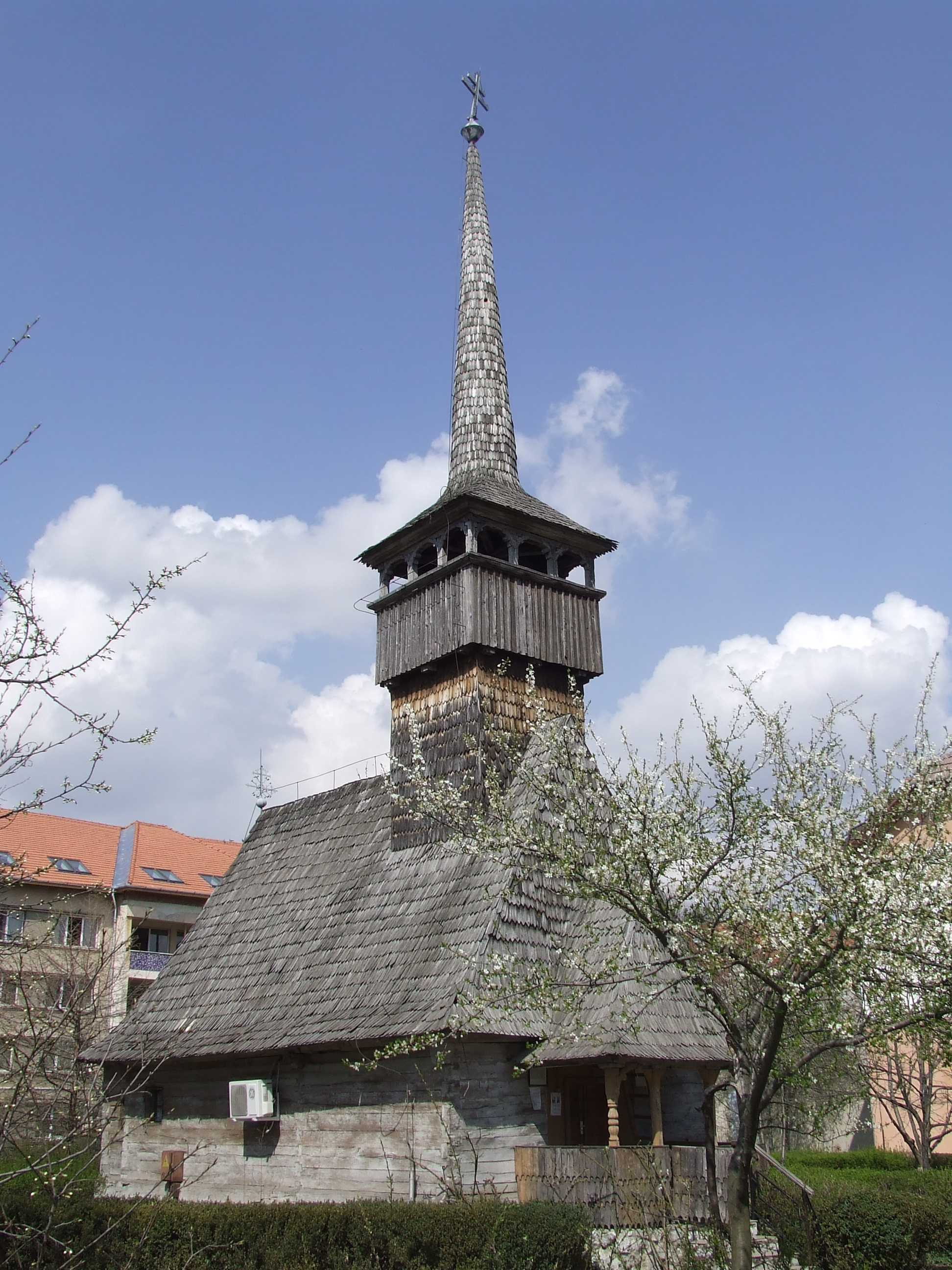

47°20′N 23°27′E / 47.333°N 23.450°E
萊特卡鄉（羅馬尼亞語：Comuna Letca, Sălaj），是羅馬尼亞的鄉份，位於該國西北部，由瑟拉日縣負責管轄，面積61平方公里，海拔高度344米，2007年人口2,103，人口密度每平方公里35人。